# Campo di Medole
Il Campo di Medole, a volte riportato nei testi e nelle mappe come Campagna di Medole o Piana di Medole, è una vasta plaga di terreno dell'estensione di circa 800 ettari, nella zona nord-est del territorio comunale di Medole. Posta ai piedi delle Colline Moreniche del Garda, ne comprende l'ultimo contrafforte denominato Monte della Barcaccia.
È celebre per essere stato teatro di scontro della battaglia di Castiglione (detta anche battaglia di Medole o di Ghidizzole) del settembre 1706 nell'ambito della guerra di successione spagnola; della battaglia di Castiglione dell'agosto 1796 fra Napoleone Bonaparte e l'Impero d'Austria; e della battaglia di Solferino e San Martino nel 1859. Fu inoltre luogo di insediamento di uno dei primi esperimenti di cooperativa utopica socialista, nel 1891.

## Storia
La denominazione "Campo di Medole" non è derivante dalla sua dislocazione territoriale, ma dal fatto che venne acquistato per 1.500 ducati aurei, alla fine del XV secolo, dalla cittadinanza medolese costituitasi in società, allo scopo di farne un pubblico pascolo. L'alienazione, documentata dal rogito del notaio mantovano Geronimo Massi, in data 5 febbraio 1494, venne in seguito confermata da un decreto del duca di Mantova.
Data la conformazione geo-pedologica del terreno, ogni tentativo di coltivazione fatto nei due secoli successivi risultò vano e il terreno rimase destinato a pascolo e caccia fino al 1735, anno in cui fu ripartito in 90 lotti, chiamati "colonnelli", concessi all'asta in conduzione a piccoli coloni, dietro pagamento d'un ridotto canone d'affitto. Oltre a questo, il comune otteneva qualche introito dalla concessione dei permessi d'aucupio, nei mesi di aprile e ottobre, durante le stagionali migrazioni delle allodole.
Dopo la battaglia di Medole del 24 giugno 1859 che distrusse coltivazioni e impianti, buona parte dell'area fu abbandonata fino al 1891, quando venne acquistata dalla milanese Cooperativa agricola italiana. L'alienazione, sancita dal rogito del notaio asolano Livio Pederzoli, coniugava l'interesse di alcuni esponenti del neonato movimento socialista, quali Augusto Perussia e Andrea Costa, verso la costruzione di "insediamenti produttivi socialisti utopici" e la ferma intenzione del sindaco Adolfo Ceni di preservare i luoghi storici della battaglia che aveva determinato l'unità d'Italia.